# Воїновка
Вої́новка (рос. Воиновка, башк. Войновка) — присілок у складі Гафурійського району Башкортостану, Росія. Входить до складу Білоозерської сільської ради.
Населення — 108 осіб (2010; 130 в 2002).
Національний склад:
- росіяни — 39%